# Hidaka Takuma
Takuma Hidaka (sinh ngày 8 tháng 4 năm 1983) là một cầu thủ bóng đá người Nhật Bản.

## Sự nghiệp câu lạc bộ
Takuma Hidaka đã từng chơi cho Sagan Tosu, Consadole Sapporo và Kataller Toyama.